# Liga Femenina de Baloncesto de las Américas 2024
La edición 2024 de la Liga Femenina de Baloncesto de las Américas (oficialmente y en inglés Women's Basketball League Americas) será la segunda edición de la Liga Femenina de Baloncesto de las Américas. 

## Equipos participantes
| País                    | Equipo               | Liga                                   |
| ----------------------- | -------------------- | -------------------------------------- |
| Argentina 2 equipos     | Ferro Carril Oeste   | Liga Femenina de Básquetbol            |
| Argentina 2 equipos     | Unión Florida        | Liga Femenina de Básquetbol            |
| Chile 1 equipo          | Sportiva Italiana    | Liga Nacional Femenina de Básquetbol   |
| Colombia 1 equipo       | Indeportes Antioquia | Liga Superior Femenina de Baloncesto   |
| El Salvador 1 equipo    | Salvadoreñas BC      | Liga Mayor Femenina                    |
| Estados Unidos 1 equipo | Bay Area Phoenix     | Women's Premier Basketball Association |
| México 1 equipo         | Pioneras de Delicias | Liga ABC MEX                           |
| Uruguay 1 equipo        | Club Malvín          | Liga Femenina de Básquetbol            |

## Formato de competencia
Los ocho clubes se dividirán en 2 grupos utilizando principios geográficos. Los equipos fueron anunciados el 19 de agosto
Después de la conclusión de la fase de grupos, los dos mejores equipos de cada grupo se clasificaron al Final Four.

## Primera ronda

### Grupo A
| Pos. | Equipo             | Pts | PJ | PG | PP | PF  | PC  | Dif |
| ---- | ------------------ | --- | -- | -- | -- | --- | --- | --- |
| 1°   | Unión Florida      | 6   | 3  | 3  | 0  | 199 | 160 | 39  |
| 2°   | Sportiva Italiana  | 5   | 3  | 2  | 1  | 203 | 189 | 14  |
| 3°   | Ferro Carril Oeste | 4   | 3  | 1  | 2  | 184 | 218 | -34 |
| 4°   | Club Malvín        | 3   | 3  | 0  | 3  | 182 | 201 | -19 |

|  | Clasificadas al Final Four. |

Todos los horarios son en hora de Buenos Aires, Argentina, UTC -03:00

| 13 de septiembre de 2024 | Unión Florida                                                        | 51–49                              | Club Malvín                                                                  | Buenos Aires, Argentina                                                                        |  |
| 19:00 (UTC-3)            | Parciales: 8-22, 20-7, 11-12, 12-8                                   | Parciales: 8-22, 20-7, 11-12, 12-8 | Parciales: 8-22, 20-7, 11-12, 12-8                                           |                                                                                                |  |
|                          | Estadísticas Maria Laviero (12) Victoria Gauna (8) Flor Martínez (3) | Reporte Pts Reb Asts               | Estadísticas (16) Maria Jourdheuil (15) Carla Miculka (7) Carolina Fernández | Pabellón: Estadio Héctor Etchart Árbitros: Kristian Paez Fernando Leite Omar Bermúdez Mariscal |  |

| 13 de septiembre de 2024 | Ferro Carril Oeste                                                                  | 54–72                               | Sportiva Italiana                                  | Buenos Aires, Argentina |  |
| 21:30 (UTC-3)            | Parciales: 13-24, 16-26, 19-13, 6-9                                                 | Parciales: 13-24, 16-26, 19-13, 6-9 | Parciales: 13-24, 16-26, 19-13, 6-9                | |  |
|                          | Estadísticas Florencia Fernández (19) Florencia Fernández (12) Micaela González (4) | Reporte Pts Reb Asts                | Estadísticas (17) Josefina Cortés (9) Manuela Ríos | Pabellón: Estadio Héctor Etchart Asistencia: 100 espectadores Árbitros: Julirys Guzmán Laureano Nicolas Zivieri Aline García |  |

| 14 de septiembre de 2024 | Unión Florida                                                        | 74–61                                 | Sportiva Italiana                                                    | Buenos Aires, Argentina                                                                                            |  |
| 19:00 (UTC-3)            | Parciales: 21-13, 18-17, 14-18, 21-13                                | Parciales: 21-13, 18-17, 14-18, 21-13 | Parciales: 21-13, 18-17, 14-18, 21-13                                | |  |
|                          | Estadísticas Tres jugadoras (13) Flor Martínez (9) Flor Martínez (7) | Reporte Pts Reb Asts                  | Estadísticas (24) Manuela Ríos (9) Karla Martínez (7) Catalina Pérez | Pabellón: Estadio Héctor Etchart Asistencia: 100 espectadores Árbitros: Kristian Páez Nicolás Zivieri Aline García |  |

| 14 de septiembre de 2024 | Ferro Carril Oeste                                                                             | 80–72                                 | Club Malvín                                                                    | Buenos Aires, Argentina |  |
| 21:30 (UTC-3)            | Parciales: 22-12, 23-16, 14-26, 21-18                                                          | Parciales: 22-12, 23-16, 14-26, 21-18 | Parciales: 22-12, 23-16, 14-26, 21-18                                          | |  |
|                          | Estadísticas J. Fernández, M. González (20) Julia Fernández (11) A. Romagnoli, M. González (3) | Reporte Pts Reb Asts                  | Estadísticas (24) Carolina Fernández (13) Carla Miculka (4) Carolina Fernández | Pabellón: Estadio Héctor Etchart Asistencia: 200 espectadores Árbitros: Fernando Leite Julirys Guzmán Laureano Luis Ángel Escobedo Silva |  |

| 15 de septiembre de 2024 | Sportiva Italiana                                                         | 70–61                                 | Club Malvín                                                                              | Buenos Aires, Argentina |  |
| 19:00 (UTC-3)            | Parciales: 11-17, 16-18, 19-14, 24-12                                     | Parciales: 11-17, 16-18, 19-14, 24-12 | Parciales: 11-17, 16-18, 19-14, 24-12                                                    | |  |
|                          | Estadísticas Manuela Ríos (27) Josefina Cortés (11) C. Pérez, M. Ríos (4) | Reporte Pts Reb Asts                  | Estadísticas (19) María Jourdheuil (12) María Jourdheuil (4) C. Fernández, M. Jourdheuil | Pabellón: Estadio Héctor Etchart Asistencia: 100 espectadores Árbitros: Kristian Páez Fernando Leite Luis Ángel Escobedo Silva |  |

| 15 de septiembre de 2024 | Ferro Carril Oeste                                                         | 50–74                                | Unión Florida                                                         | Buenos Aires, Argentina |  |
| 21:30 (UTC-3)            | Parciales: 14-19, 11-17, 9-25, 16-13                                       | Parciales: 14-19, 11-17, 9-25, 16-13 | Parciales: 14-19, 11-17, 9-25, 16-13                                  | |  |
|                          | Estadísticas Candela Foresto (10) Julia Fernández (11) Abril Romagnoli (3) | Reporte Pts Reb Asts                 | Estadísticas (11) Tres jugadoras (10) Myriam Alonso (5) Flor Martínez | Pabellón: Estadio Héctor Etchart Asistencia: 150 espectadores Árbitros: Julirys Guzmán Laureano Aline García Nicolás Zivieri |  |

### Grupo B
| Pos. | Equipo               | Pts | PJ | PG | PP | PF  | PC  | Dif |
| ---- | -------------------- | --- | -- | -- | -- | --- | --- | --- |
| 1°   | Bay Area Phoenix     | 6   | 3  | 3  | 0  | 224 | 203 | 21  |
| 2°   | Indeportes Antioquia | 5   | 3  | 2  | 1  | 187 | 161 | 26  |
| 3°   | Pioneras de Delicias | 4   | 3  | 1  | 2  | 179 | 190 | -11 |
| 4°   | Salvadoreñas BC      | 3   | 3  | 0  | 3  | 172 | 208 | -36 |

|  | Clasificadas al Final Four. |

Todos los horarios son en hora de Medellín, Colombia, UTC -05:00

| 27 de septiembre de 2024 | Bay Area Phoenix                                                  | 81–69                                 | Pioneras de Delicias                                             | Medellín, Colombia |  |
| 17:30 (UTC-5)            | Parciales: 16-11, 16-15, 26-22, 23-21                             | Parciales: 16-11, 16-15, 26-22, 23-21 | Parciales: 16-11, 16-15, 26-22, 23-21                            | |  |
|                          | Estadísticas Aliyah Collier (24) Rebecca Harris (7) Ameela Li (6) | Reporte Pts Reb Asts                  | Estadísticas (15) Camila Suárez (12) A'jah Davis (5) A'jah Davis | Pabellón: Coliseo Iván de Bedout Asistencia: 2,000 espectadores Árbitros: Micaela Prado Gustavo Edson Mathias Carlos Pallares |  |

| 27 de septiembre de 2024 | Indeportes Antioquia                                               | 65–51                                | Salvadoreñas BC                                                                     | Medellín, Colombia |  |
| 20:00 (UTC-5)            | Parciales: 19-6, 17-13, 14-12, 15-20                               | Parciales: 19-6, 17-13, 14-12, 15-20 | Parciales: 19-6, 17-13, 14-12, 15-20                                                | |  |
|                          | Estadísticas Jenifer Muñoz (17) Yuliany Paz (12) Mayra Caicedo (6) | Reporte Pts Reb Asts                 | Estadísticas (12) Anisleidy Galindo (10) Rachel Contreras (3) M. Montero, G. Alfaro | Pabellón: Coliseo Iván de Bedout Asistencia: 2,000 espectadores Árbitros: Orlando José Varela Díaz César Augusto Gonçalves Lopes Brooke Briscoe |  |

| 28 de septiembre de 2024 | Salvadoreñas BC                                                              | 82–90                                 | Bay Area Phoenix                                                            | Medellín, Colombia |  |
| 17:30 (UTC-5)            | Parciales: 26-28, 15-23, 19-19, 22-20                                        | Parciales: 26-28, 15-23, 19-19, 22-20 | Parciales: 26-28, 15-23, 19-19, 22-20                                       | |  |
|                          | Estadísticas Anisleidy Galindo (23) Anisleidy Galindo (10) María Montero (8) | Reporte Pts Reb Asts                  | Estadísticas (28) Rebecca Harris (7) F. A, A. Collier (5) Danielle Robinson | Pabellón: Coliseo Iván de Bedout Asistencia: 2,000 espectadores Árbitros: Orlando José Varela Díaz Carlos Pallares César Augusto Gonçalves Lopes |  |

| 28 de septiembre de 2024 | Indeportes Antioquia                                                    | 70–57                                 | Pioneras de Delicias                                                     | Medellín, Colombia |  |
| 20:00 (UTC-5)            | Parciales: 21-17, 19-14, 14-14, 16-12                                   | Parciales: 21-17, 19-14, 14-14, 16-12 | Parciales: 21-17, 19-14, 14-14, 16-12                                    | |  |
|                          | Estadísticas Jenifer Muñoz (21) Y. Paz, J. Muñoz (9) Carolina López (6) | Reporte Pts Reb Asts                  | Estadísticas (27) Camila Suárez (7) W. Pérez, A. Davis (3) Waleska Pérez | Pabellón: Coliseo Iván de Bedout Asistencia: 2,000 espectadores Árbitros: Gustavo Edson Mathias Micaela Prado Brooke Briscoe |  |

| 29 de septiembre de 2024 | Pioneras de Delicias                                                      | 53–39                               | Salvadoreñas BC                                                                      | Medellín, Colombia |  |
| 17:30 (UTC-5)            | Parciales: 14-10, 18-13, 9-5, 12-11                                       | Parciales: 14-10, 18-13, 9-5, 12-11 | Parciales: 14-10, 18-13, 9-5, 12-11                                                  | |  |
|                          | Estadísticas Jazmín Valenzuela (13) A'jah Davis (10) Abdi Xicontecatl (4) | Reporte Pts Reb Asts                | Estadísticas (15) Anisleidy Galindo (8) S. Vega, B. Harvey-Carr (2) Rachel Contreras | Pabellón: Coliseo Iván de Bedout Asistencia: 2,000 espectadores Árbitros: César Augusto Gonçalves Lopes Micaela Prado Carlos Pallares |  |

| 29 de septiembre de 2024 | Indeportes Antioquia                                                  | 52–53                               | Bay Area Phoenix                                                                | Medellín, Colombia |  |
| 20:00 (UTC-5)            | Parciales: 14-15, 20-16, 13-8, 5-14                                   | Parciales: 14-15, 20-16, 13-8, 5-14 | Parciales: 14-15, 20-16, 13-8, 5-14                                             | |  |
|                          | Estadísticas Mayra Caicedo (13) Jenifer Muñoz (11) Carolina López (5) | Reporte Pts Reb Asts                | Estadísticas (15) Rebecca Harris (12) Rebecca Harris (3) J. Jackson, A. Collier | Pabellón: Coliseo Iván de Bedout Asistencia: 500 espectadores Árbitros: Orlando José Varela Díaz Gustavo Edson Mathias Brooke Briscoe |  |

## Final Four
|  | Semifinales    | Semifinales          | Semifinales          |                      |                  | Final             | Final             | Final          |  |
|  | 1 de noviembre | 1 de noviembre       | 1 de noviembre       |                      |                  | 2 de noviembre    | 2 de noviembre    | 2 de noviembre |  |
|  |                |                      |                      |                      |                  |                   |                   |                |  |
|  |                |                      |                      |                      |                  |                   |                   |                |  |
|  | 1B             | Bay Area Phoenix     | 94                   |                      |                  |                   |                   |                |  |
|  | 1B             | Bay Area Phoenix     | 94                   |                      |                  |                   |                   |                |  |
|  | 2A             | Sportiva Italiana    | 93                   |                      |                  |                   |                   |                |  |
|  | 2A             | Sportiva Italiana    | 93                   |                      | Bay Area Phoenix | Bay Area Phoenix  | 53                |                |  |
|  |                |                      |                      |                      | Bay Area Phoenix | Bay Area Phoenix  | 53                |                |  |
|  |                |                      | Indeportes Antioquia | Indeportes Antioquia | 61               |                   |                   |                |  |
|  | 1A             | Unión Florida        | Indeportes Antioquia | Indeportes Antioquia | 61               | 59                |                   |                |  |
|  | 1A             | Unión Florida        |                      |                      |                  | 59                |                   |                |  |
|  | 2B             | Indeportes Antioquia | 73                   |                      |                  | Tercer lugar      | Tercer lugar      | Tercer lugar   |  |
|  | 2B             | Indeportes Antioquia | 73                   |                      |                  | Tercer lugar      | Tercer lugar      | Tercer lugar   |  |
|  |                |                      |                      |                      |                  |                   |                   |                |  |
|  |                |                      |                      |                      |                  | Sportiva Italiana | Sportiva Italiana | 72             |  |
|  |                |                      |                      |                      |                  | Sportiva Italiana | Sportiva Italiana | 72             |  |
|  |                |                      |                      |                      |                  | Unión Florida     | Unión Florida     | 80             |  |
|  |                |                      |                      |                      |                  | Unión Florida     | Unión Florida     | 80             |  |
|  |                |                      |                      |                      |                  |                   |                   |                |  |

### Semifinales
Todos los horarios son en hora de Medellín, Colombia, UTC -05:00

#### (1B) Bay Area Phoenix vs. (2A)Sportiva Italiana
| 1 de noviembre | Bay Area Phoenix                                                      | 94–93                                                  | Sportiva Italiana                                                    | Medellín, Colombia |  |
| 16:30 (UTC-5)  | Parciales: 22-18, 19-24, 21-19, 16-17 (T.E.: 7-7, 9-8)                | Parciales: 22-18, 19-24, 21-19, 16-17 (T.E.: 7-7, 9-8) | Parciales: 22-18, 19-24, 21-19, 16-17 (T.E.: 7-7, 9-8)               | |  |
|                | Estadísticas A. Li, R. Harris (20) Mo Bennett (21) Tres jugadoras (4) | Reporte Pts Reb Asts                                   | Estadísticas (37) Manuela Ríos (19) Dorie Harrison (11) Manuela Ríos | Pabellón: Coliseo Iván de Bedout Asistencia: 2,000 espectadores Árbitros: Carmelo De la Rosa Álvarez Orlando José Varela Díaz Fei Xiang |  |

#### (2B) Indeportes Antioquia vs. (1A)Unión Florida
| 1 de noviembre | Indeportes Antioquia                                                 | 73–59                                 | Unión Florida                                                     | Medellín, Colombia                                                                                                   |  |
| 18:00 (UTC-5)  | Parciales: 13-16, 20-15, 21-16, 19-12                                | Parciales: 13-16, 20-15, 21-16, 19-12 | Parciales: 13-16, 20-15, 21-16, 19-12                             | |  |
|                | Estadísticas Valentina López (23) Yuliany Paz (14) Mayra Caicedo (6) | Reporte Pts Reb Asts                  | Estadísticas (14) Malena Maggi (10) Gisel Botta (4) Flor Martínez | Pabellón: Coliseo Iván de Bedout Asistencia: 2,000 espectadores Árbitros: Daniel García Nicolás Zivieri Aline García |  |

### Tercer lugar

#### (1A)Unión Floridavs. (2A)Sportiva Italiana
| 2 de noviembre | Unión Florida                                                        | 80–72                                | Sportiva Italiana                                                          | Medellín, Colombia |  |
| 14:30 (UTC-5)  | Parciales: 17-8, 23-32, 17-15, 23-17                                 | Parciales: 17-8, 23-32, 17-15, 23-17 | Parciales: 17-8, 23-32, 17-15, 23-17                                       | |  |
|                | Estadísticas Myriam Alonso (20) Flor Martínez (11) Flor Martínez (6) | Reporte Pts Reb Asts                 | Estadísticas (21) Manuela Ríos (9) J. Cortés, D. Harrison (6) Manuela Ríos | Pabellón: Coliseo Iván de Bedout Asistencia: 2,000 espectadores Árbitros: Carmelo De la Rosa Álvarez Nicolás Zivieri Orlando José Varela Díaz |  |

### Final

#### (2B) Indeportes Antioquia vs. (1B) Bay Area Phoenix
| 2 de noviembre | Indeportes Antioquia                                                    | 61–53                                | Bay Area Phoenix                                              | Medellín, Colombia |  |
| 17:00 (UTC-5)  | Parciales: 21-17, 13-9, 12-17, 15-10                                    | Parciales: 21-17, 13-9, 12-17, 15-10 | Parciales: 21-17, 13-9, 12-17, 15-10                          | |  |
|                | Estadísticas C. López, J. Muñoz (15) Yuliany Paz (11) Mayra Caicedo (3) | Reporte Pts Reb Asts                 | Estadísticas (25) Rebeca Harris (18) Mo Bennett (3) Ameela Li | Pabellón: Coliseo Iván de Bedout Asistencia: 2,000 espectadores Árbitros: Daniel García Julirys Guzmán Laureano Larissa Sales Rodrigues |  |

## Distinciones
| Categoría                  | Ganadora |
| -------------------------- | --- |
| Jugadora Más Valiosa (MVP) | Carolina López (Indeportes) |
| Quinteto ideal             | Manuela Ríos - Sportiva Italiana Flor Martínez - Unión Florida Rebecca Harris - Bay Area Phoenix Jenifer Muñoz - Indeportes Antioquia Carolina López - Indeportes Antioquia |